# 长蛇座
长蛇座是现代88星座中最大的一个，也是托勒密所列48星座之一。包含中国古代星官：柳宿，外厨，星宿，张宿，平，翼宿，青邱，陣車。

## 神话传说
形状像一条弯曲的长蛇。在希腊神話中为太阳神阿波罗取水的乌鸦（乌鸦座）路上怠慢，而且取回了一条水蛇。阿波罗看穿了这个骗局，把乌鸦、水杯（巨爵座）和水蛇（长蛇座）扔到了天上。这些天区地带在古代又被称为“海”。
又一说这是神话英雄赫拉克勒斯杀死的九头蛇（海德拉），为前者的十二项英雄伟绩之一。

## 著名的星
- 长蛇座虽然面积很大（1303平方度），却只包括一颗很亮的星星宿一，视星等1.98。
- 长蛇座R是一颗紅巨星的米拉變星，亮度在3等至11等間變化，週期約13個月。
- 包含好几个双星系统：长蛇座ε （3.3-6.8等，半周期2.7 角秒），长蛇座N（5.8-5.9等），Struve 1270 (Σ1270，6.4-7.4等 )。
- 包含的长蛇座A是一个无线电波源。
- 長蛇座U是一顆紅巨星變星。

## 重要主星
有独立名字的星:
- 星宿一 [Alphard，Alfard, Kalbelaphard] 或者 Cor Hydrae (长蛇座α/30)，1.99
<  قلب الفرد  qalb al-fard 孤獨者之心

- 长蛇座σ/5， 柳宿二，4.45 Minhar al Shija [Al Minliar al Shuja, Minchir]
< منخر الشجاع minxar aš-šugac: 蛇的鼻孔

- 长蛇座τ 星宿二、星宿三，Ukdah (长蛇座τ1/31) 4.59 或者 (长蛇座τ2/32) 4.54 
< عقدة  cuqdah  绳结

拜耳命名法中的星:
- 长蛇座β 4.29; 长蛇座γ/46 2.99; 长蛇座δ/4（柳宿一） 4.14; 长蛇座ε/11（柳宿五） 3.38; 长蛇座ζ/16（柳宿六） 3.11; 长蛇座θ/22（柳宿八） 3.89; 长蛇座η/7（柳宿三） 4.30; 长蛇座ι/35（星宿四） 3.90; 长蛇座κ/38 （张宿五）5.07; 长蛇座λ/41（张宿二） 3.61; 长蛇座μ/42 （张宿三）3.83; 长蛇座ν 3.11; 长蛇座ξ 3.54; 长蛇座ο 4.70; 长蛇座π/49 3.25; 长蛇座ρ/13（柳宿四） 4.35; 长蛇座υ1/39 （张宿一）4.11; 长蛇座υ2/40 4.60; 长蛇座χ1 （翼宿二十）4.92; 长蛇座χ2 5.69; 长蛇座φ 4.91; 长蛇座φ1 7.81; 长蛇座φ2 6.01; 长蛇座ψ/45 4.94; 长蛇座ω/18（柳宿七） 4.99; 长蛇座a/6 4.98; 长蛇座b1 5.44; 长蛇座b3 5.23; 长蛇座k/51 4.78; 长蛇座l/52 4.97; 长蛇座m/54 5.15; 长蛇座A/33 5.56; 长蛇座C 3.91; 长蛇座D/12 4.32; 长蛇座E/58 4.42; 长蛇座F 4.63; 长蛇座G 4.72; 长蛇座I 4.76; 长蛇座P/27（星宿五） 4.80

弗兰斯蒂德恒星命名法 中的星:
- 长蛇座1 5.61; 长蛇座2 5.60; 长蛇座3 5.72; 长蛇座9 4.87; 长蛇座10 6.13; 长蛇座14 5.30; 长蛇座15 5.55; 长蛇座17 6.07; 长蛇座17 6.67; 长蛇座19 5.60; 长蛇座20 5.47; 长蛇座21 6.10; 长蛇座23 5.24; 长蛇座24 5.49; 长蛇座25 7.35; 长蛇座26（星宿六） 4.77; 长蛇座28 5.60; 长蛇座29 6.53; 长蛇座34 6.40; 长蛇座37 6.31; 长蛇座44 5.08; 长蛇座47 5.20; 长蛇座48 5.77; 长蛇座50 5.07; 长蛇座55 5.61; 长蛇座56 5.23; 长蛇座57 5.76; 长蛇座59 5.65; 长蛇座60 5.83

其他值得注意的星:
- HD 74156 7.62 – 有两个行星
- HD 82943 6.54 – 有两个行星

## 外在链接
- The Deep Photographic Guide to the Constellations: Hydra （页面存档备份，存于）